# Charles Mercier
Charles Mercier (* 1904 in Lyon; † 23. April 1978 in Paris) war ein katholischer Priester und Orientalist.
Nach dem Besuch des Priesterseminars trat Mercier in das Benediktinerkloster Chevetogne (Belgien) ein (Ordensname: Basile) und wurde 1935 zum Priester geweiht. Danach studierte er in Jerusalem, Löwen, Maria Laach und Paris. Mit einer bis heute maßgeblichen Ausgabe der griechischen Jakobus-Liturgie erwarb er 1944 den akademischen Titel eines „élève diplomé“ der École Pratique des Hautes Études, Paris. Er war ferner Lizentiat der Theologie und ès lettres.
Ab 1941 spezialisierte er sich auf das Studium des Armenischen und des Georgischen. An der „École des Langues Orientales Anciennes“ des Institut Catholique de Paris übernahm er 1946 den Lehrstuhl für Armenisch und 1951 den für Georgisch. Um seine wissenschaftliche Tätigkeit fortsetzen zu können, wechselte er vom Ordensstand in den Diözesanklerus. Neben dem Sprachenunterricht widmete er sich vor allem der Ausgabe und Übersetzung jüdisch-hellenistischer und frühchristlicher Schriften. 1977 trat er in den Ruhestand.

## Werke
- La Liturgie de Saint Jacques. Édition critique du texte grec avec traduction latine par Dom B.-Ch. Mercier (Patrologia Orientalis 26, 2). Paris: Firmin-Didot 1947 (Nachdruck: Turnhout: Brepols 1974).

- Les Oeuvres de Philon d'Alexandrie 34. Quaestiones et solutiones in Genesim III-IV-V-VI e versione armeniaca. Traduction et notes par Charles Mercier. Complément de l'ancienne version latine: texte et apparat critique, traduction et notes par Françoise Petit. Ed. du Cerf, Paris 1984.

- Contre les hérésies... / Irénée de Lyon ; édition critique sous la direction de Adeline Rousseau, avec la collab. de Bertrand Hermmerdinger, Louis Doutreleau, Charles Mercier... Paris : Editions du Cerf, 1965-